# وادي العلاقي
وادي العلاقي وهو وادي جاف يقع على بعد نحو 180 كم جنوب أسوان على الشاطئ الشرقي لبحيرة ناصر المصرية في الطريق المؤدي إلى السودان. يعدّ هذا الوادي في الأساس نهر كبير جاف في الجزء الجنوبي الشرقي من الصحراء الشرقية لمصر ويمر عبر منطقة التلال القريبة من البحر الأحمر إلى وادي النيل.
يعد وادي العلاقي أكبر وديان الصحراء الشرقية (مصر)، ويمتد لأكثر من 250 كم في اتجاه شمال غرب/ جنوب شرق من روافده بمرتفعات البحر الأحمر متجهاً نجو وادي النيل على بعد حوالي 180 كم جنوب أسوان.
تبلغ مساحة الوادي حوالي 12000 كم² بينما يبلغ طوله حوالي 250 كم ويقع ضمن الحدود الادارية لأسوان ويمتد حتى حدود السودان الشمالية، أي أن الوادي يقع في الأساس ضمن حدود بلاد النوبة (كلمة النوبة تعني باللغة الفرعونية الذهب). يقطن في الوادي نحو ألف شخص من قبيلتي العبابدة والبشارية الذين يعتاشون على رعي الماشية ويعانون بنفس الوقت من مشكلات نقص الخدمات سواء التعليمية أو الصحية.

## التاريخ
طالما ظل من أهم مصادر الذهب، ولذا ذكره الإدريسي وقال أنه يقع «على مسيرة خمس عشرة مرحلة من أسوان».الألوكة

## الأراضى
تتميز أراضية (جيولوجيا) المنطقة الشمالية للوادي بالصخور البركانية والنارية والمتحولة والرسوبية عند تلال البحر الأحمر .

## المناخ
يتميز المناخ بالمنطقة بشدة الجفاف وندرة الأمطار